# Pro League 2025-2026
La  Pro League 2025-2026, anche nota come Jupiler Pro League 2025-2026 per motivi di sponsorizzazione, è la 123ª stagione della massima serie del campionato belga di calcio. La competizione è iniziata il 25 luglio 2025 per terminare il 25 maggio 2026. La squadra campione in carica è l'Union Saint-Gilloise.

## Stagione

### Novità
Dalla stagione precedente sono retrocessi Beerschot VA e Kortrijk, ultime due classificate del campionato, Al loro dalla Challenger Pro League sono stati promossi Zulte Waregem e RAAL La Louvière, primi due classificati del campionato.

### Formula
Le 16 squadre giocano un girone all'italiana con partite di andata e ritorno, per un totale di 30 giornate. Al termine della stagione regolare le prime 6 squadre si qualificano per il play-off 1, per il titolo e alcuni piazzamenti nelle competizioni UEFA, mentre le squadre dal settimo al dodicesimo posto si qualificano per il play-off 2, per ulteriori posti nelle competizioni continentali. Le ultime quattro classificate si qualificano invece per il play-off 3, che in virtù della riforma del campionato che prevede un allargamento a 18 squadre a partire dalla stagione 2026-2027 non prevede retrocessioni automatiche: l'ultima classificata gioca invece uno spareggio promozione/retrocessione con una squadra di Challenger Pro League.

## Squadre partecipanti
| Club                 | Città                    | Stadio                         | Stagione precedente         |
| -------------------- | ------------------------ | ------------------------------ | --------------------------- |
| Anderlecht           | Anderlecht (Bruxelles)   | Stadio Constant Vanden Stock   | 4° in Pro League            |
| Anversa              | Anversa                  | Bosuilstadion                  | 5° in Pro League            |
| Cercle Bruges        | Bruges                   | Stadio Jan Breydel             | 14° in Pro League           |
| Charleroi            | Charleroi                | Stade du Pays de Charleroi     | 7° in Pro League            |
| Club Bruges          | Bruges                   | Stadio Jan Breydel             | 2° in Pro League            |
| Dender               | Denderleeuw              | Van Roystadion                 | 10° in Pro League           |
| Genk                 | Genk                     | Luminus Arena                  | 3° in Pro League            |
| Gent                 | Gand                     | Ghelamco Arena                 | 6° in Pro League            |
| RAAL La Louvière     | La Louvière              | Easi Arena                     | 2° in Challenger Pro League |
| Malines              | Malines                  | Argosstadion Achter de Kazerne | 9° in Pro League            |
| OH Lovanio           | Lovanio                  | Den Dreef                      | 12° in Pro League           |
| Sint-Truiden         | Sint-Truiden             | Stayen                         | 13° in Pro League           |
| Standard Liegi       | Liegi                    | Sclessin Stadion               | 11° in Pro League           |
| Union Saint-Gilloise | Saint-Gilles (Bruxelles) | Stade Joseph Marien            | Campione del Belgio         |
| Westerlo             | Westerlo                 | Het Kuipje                     | 8° in Pro League            |
| Zulte Waregem        | Waregem                  | Regenboogstadion               | 1° in Challenger Pro League |

## Stagione regolare

### Classifica
Aggiornata al 17 agosto 2025
|  | Pos. | Squadra              | Pt | G | V | N | P | GF | GS | DR |
|  | ---- | -------------------- | -- | - | - | - | - | -- | -- | -- |
|  | 1.   | Union Saint-Gilloise | 10 | 4 | 3 | 1 | 0 | 12 | 3  | +9 |
|  | 2.   | Sint-Truiden         | 10 | 4 | 3 | 1 | 0 | 8  | 3  | +5 |
|  | 3.   | Anderlecht           | 9  | 4 | 3 | 0 | 1 | 11 | 5  | +6 |
|  | 4.   | Club Bruges          | 9  | 4 | 3 | 0 | 1 | 6  | 3  | +3 |
|  | 5.   | Malines              | 8  | 4 | 2 | 2 | 0 | 5  | 3  | +2 |
|  | 6.   | Standard Liegi       | 7  | 4 | 2 | 1 | 1 | 5  | 5  | 0  |
|  | 7.   | Anversa              | 6  | 4 | 1 | 3 | 0 | 6  | 4  | +2 |
|  | 8.   | Genk                 | 4  | 4 | 1 | 1 | 2 | 5  | 6  | -1 |
|  | 9.   | Cercle Bruges        | 4  | 4 | 1 | 1 | 2 | 4  | 5  | -1 |
|  | 10.  | Gent                 | 4  | 4 | 1 | 1 | 2 | 5  | 7  | -2 |
|  | 11.  | Zulte Waregem        | 4  | 4 | 1 | 1 | 2 | 5  | 7  | -2 |
|  | 12.  | RAAL La Louvière     | 3  | 4 | 1 | 0 | 3 | 2  | 5  | -3 |
|  | 13.  | Westerlo             | 3  | 4 | 1 | 0 | 3 | 6  | 11 | -5 |
|  | 14.  | Charleroi            | 3  | 4 | 0 | 3 | 1 | 4  | 5  | -1 |
|  | 15.  | Dender               | 2  | 4 | 0 | 2 | 2 | 1  | 5  | -4 |
|  | 16.  | OH Lovanio           | 1  | 4 | 0 | 1 | 3 | 4  | 12 | -8 |

Legenda:
      Ammesse ai Play-off 1
      Ammesse ai Play-off 2
      Ammesse ai Play-off retrocessione
Regolamento:
Tre punti per la vittoria, uno per il pareggio, zero per la sconfitta.
La classifica viene stilata secondo i seguenti criteri:
- Punti conquistati
- Partite vinte
- Differenza reti generale
- Reti totali realizzate
- Reti realizzate fuori casa
- Partite vinte in trasferta
- Spareggio

### Tabellone
Ogni riga indica i risultati casalinghi della squadra segnata a inizio della riga, contro le squadre segnate colonna per colonna (che invece avranno giocato l'incontro in trasferta). Al contrario, leggendo la colonna di una squadra si avranno i risultati ottenuti dalla stessa in trasferta, contro le squadre segnate in ogni riga, che invece avranno giocato l'incontro in casa.
|                      | AND  | ANV  | CeB  | CHA  | ClB  | DEN  | GNK  | GNT  | LaL  | MAL  | OHL  | SiT  | StL  | USG  | WES  | ZUL  |
| -------------------- | ---- | ---- | ---- | ---- | ---- | ---- | ---- | ---- | ---- | ---- | ---- | ---- | ---- | ---- | ---- | ---- |
| Anderlecht           | –––– |      |      |      |      |      |      |      |      |      |      |      |      |      | 5-2  | 2-3  |
| Anversa              |      | –––– |      |      |      |      |      |      |      |      | 3-1  |      |      | 1-1  |      |      |
| Cercle Bruges        | 0-2  |      | –––– |      |      |      |      |      |      |      |      |      |      |      | 4-1  |      |
| Charleroi            |      | 1-1  |      | –––– |      |      |      |      |      |      |      | 1-1  |      |      |      |      |
| Club Bruges          |      |      | 2-0  |      | –––– |      | 2-1  |      |      |      |      |      |      |      |      |      |
| Dender               | 0-2  |      | 0-0  |      |      | –––– |      |      |      |      |      |      |      |      |      |      |
| Genk                 |      | 1-1  |      |      |      |      | –––– |      |      |      |      |      |      |      |      |      |
| Gent                 |      |      |      |      |      |      |      | –––– | 1-0  |      |      |      |      | 2-3  |      |      |
| La Louvière          |      |      |      | 1-0  |      |      |      |      | –––– |      |      |      | 0-2  |      |      |      |
| Malines              |      |      |      |      | 2-1  |      |      | 1-1  |      | –––– |      |      |      |      |      |      |
| OH Leuven            |      |      |      | 2-2  |      |      | 1-2  |      |      |      | –––– |      |      |      |      |      |
| Sint-Truiden         |      |      |      |      |      | 2-0  |      | 3-1  | 2-1  |      |      | –––– |      |      |      |      |
| Standard Liegi       |      |      |      |      |      | 1-1  | 2-1  |      |      |      |      |      | –––– |      |      |      |
| Union Saint-Gilloise |      |      |      |      |      |      |      |      |      |      | 5-0  |      | 3-0  | –––– |      |      |
| Westerlo             |      |      |      |      |      |      |      |      |      | 0-1  |      |      |      |      | –––– | 3-1  |
| Zulte Waregem        |      |      |      |      | 0-1  |      |      |      |      | 1-1  |      |      |      |      |      | –––– |

## Playoff

### Play-Off 1
I Champions' Play-offs decideranno la vincitrice del titolo nazionale. Le prime sei classificate della stagione regolare sono qualificate in un torneo round-robin, partendo con la metà dei punti conquistati nella fase precedente, arrotondati per eccesso. In caso di parità di classifica al termine della fase playoff si sottraggono prima gli eventuali mezzi punti guadagnati.
Le prime tre classificate al termine di questa fase conseguiranno l'accesso ai tornei europei, mentre la quarta disputerà uno spareggio per accedere alle coppe europee.

#### Classifica
|  | Pos. | Squadra | Pt | G | V | N | P | GF | GS | DR |
|  | ---- | ------- | -- | - | - | - | - | -- | -- | -- |
|  | 1.   |         | 0  | 0 | 0 | 0 | 0 | 0  | 0  | 0  |
|  | 2.   |         | 0  | 0 | 0 | 0 | 0 | 0  | 0  | 0  |
|  | 3.   |         | 0  | 0 | 0 | 0 | 0 | 0  | 0  | 0  |
|  | 4.   |         | 0  | 0 | 0 | 0 | 0 | 0  | 0  | 0  |
|  | 5.   |         | 0  | 0 | 0 | 0 | 0 | 0  | 0  | 0  |
|  | 6.   |         | 0  | 0 | 0 | 0 | 0 | 0  | 0  | 0  |

Legenda:
      Campione del Belgio e ammessa alla UEFA Champions League 2026-2027
      Ammessa alla UEFA Champions League 2026-2027 (3º turno prel.)
      Ammessa alla UEFA Europa League 2026-2027 (3º turno prel.)
      Ammessa allo spareggio
Regolamento:
Tre punti per la vittoria, uno per il pareggio, zero per la sconfitta.
La classifica viene stilata secondo i seguenti criteri:
- Punti conquistati
- Partite vinte
- Differenza reti generale
- Reti totali realizzate
- Reti realizzate fuori casa
- Partite vinte in trasferta
- Spareggio

### Play-Off 2
Gli European Play-offs verranno disputati dalle squadre classificate dalla 7ª alla 12ª posizione della stagione regolare, con un torneo round-robin, partendo con la metà dei punti conquistati nella fase precedente, arrotondati per eccesso. In caso di parità di classifica al termine della fase playoff si sottraggono prima gli eventuali mezzi punti guadagnati.
La prima classificata al termine di questa fase conseguirà la possibilità di giocarsi uno spareggio contro la 4ª classificata dei Champions' Play-offs per accedere alle coppe europee.

#### Classifica
|  | Pos. | Squadra | Pt | G | V | N | P | GF | GS | DR |
|  | ---- | ------- | -- | - | - | - | - | -- | -- | -- |
|  | 1.   |         | 0  | 0 | 0 | 0 | 0 | 0  | 0  | 0  |
|  | 2.   |         | 0  | 0 | 0 | 0 | 0 | 0  | 0  | 0  |
|  | 3.   |         | 0  | 0 | 0 | 0 | 0 | 0  | 0  | 0  |
|  | 4.   |         | 0  | 0 | 0 | 0 | 0 | 0  | 0  | 0  |
|  | 5.   |         | 0  | 0 | 0 | 0 | 0 | 0  | 0  | 0  |
|  | 6.   |         | 0  | 0 | 0 | 0 | 0 | 0  | 0  | 0  |

Legenda:
      Ammessa allo spareggio
Regolamento:
Tre punti per la vittoria, uno per il pareggio, zero per la sconfitta.
La classifica viene stilata secondo i seguenti criteri:
- Punti conquistati
- Partite vinte
- Differenza reti generale
- Reti totali realizzate
- Reti realizzate fuori casa
- Partite vinte in trasferta
- Spareggio

### Play-Off 3
Le ultime quattro classificate della stagione regolare disputano un torneo round-robin con i punti totalizzati nella stagione regolare. In virtù dell'allargamento del campionato a 18 squadre a partire dalla stagione 2026-2027 non sono previste retrocessioni dirette, con l'ultima classificata che gioca uno spareggio promozione/retrocessione con una squadra di Challenger Pro League.

#### Classifica
|  | Pos. | Squadra | Pt | G | V | N | P | GF | GS | DR |
|  | ---- | ------- | -- | - | - | - | - | -- | -- | -- |
|  | 1.   |         | 0  | 0 | 0 | 0 | 0 | 0  | 0  | 0  |
|  | 2.   |         | 0  | 0 | 0 | 0 | 0 | 0  | 0  | 0  |
|  | 3.   |         | 0  | 0 | 0 | 0 | 0 | 0  | 0  | 0  |
|  | 4.   |         | 0  | 0 | 0 | 0 | 0 | 0  | 0  | 0  |

Legenda:
      Ammessa allo spareggio retrocessione
Regolamento:
Tre punti per la vittoria, uno per il pareggio, zero per la sconfitta.
La classifica viene stilata secondo i seguenti criteri:
- Punti conquistati
- Partite vinte
- Differenza reti generale
- Reti totali realizzate
- Reti realizzate fuori casa
- Partite vinte in trasferta
- Spareggio